# Этюд-театр
Этюд-Театр — драматический коллектив из Санкт-Петербурга. Труппа театра полностью состоит из выпускников СПбГАТИ 2011 года. Художественный руководитель театра — Вениамин Михайлович Фильштинский.
Мастерская В. М. Фильштинского обучает актёров драматического театра. Среди выпускников мастерской немало звёзд российского театра и кинематографа — Константин Хабенский, Михаил Пореченков, Михаил Трухин, Ксения Раппопорт, Андрей Зибров, Андрей Прикотенко и др.

## История театра
Театр был создан весной 2011 года первоначально был создан как театр-студия при Театре на Васильевском. Главным режиссером нового коллектива В. М. Фильштинский пригласил Дмитрия Егорова. Летом 2011 года, в результате конфликта идейного характера с руководством театра, в момент выпуска первого самостоятельного спектакля "Наташины мечты" (реж. Егоров), коллектив в полном составе прекратил сотрудничество с Театром на Васильевском, лишившись и площадки, и репетиционной базы. Но, тем не менее, театр продолжил существование. Через- два года главным режиссером театра стал Семен Серзин. В настоящее время в репертуаре театра семь спектаклей (было больше), которые коллектив играет на нескольких площадках города (преимущественно в театре «Мастерская» и «ON.Театре»), не имея практически никакой финансовой поддержки. В настоящий момент в труппе театра — 15 человек. В репертуаре театра — драматические спектакли самой разной направленности: современная отечественная и зарубежная драматургия, классика, документальный театр.

### Художественный руководитель
Вениамин Михайлович Фильштинский — театральный педагог, профессор, заведующий кафедрой актёрского мастерства и режиссуры Санкт-Петербургской государственной академии театрального искусства (СПбГАТИ), председатель совета театральных педагогов СТД России. Руководитель легендарной «51» мастерской в академии театрального искусства на Моховой в городе Санкт-Петербург.
Автор книги «Открытая педагогика» вышедшей в 2006 году.
Один из последних режиссёров и педагогов отстаивающих «систему» Станиславского. В театральной педагогике придерживается этюдного метода.

Мы упустили возможность опровергнуть истину, которую я регулярно утверждаю: театрам не интересно заниматься воспитанием и ростом молодых актёров. Не хотят! Ни БДТ, ни Александринка, ни многие другие… Все хотят их использовать! Все рассматривают молодёжь как вливание в труппу, не учитывая тот факт, что молодой актёр должен ещё 3-5 лет находиться под наблюдением старших товарищей, педагогов, должен расти… Я со свойственной мне наивностью думал, что этот выпуск будет счастливым исключением! Что моим ученикам дана счастливая возможность вырасти в профессиональном театре, с какой-никакой зарплатой и, главное, вырасти вместе…

### Текущий репертуар
| Спектакль                                                                               | Титры | Слова о спектакле | Фото | Дополнения | Пространство                                                                                 |
| --------------------------------------------------------------------------------------- | --- | --- | ---- | --- | -------------------------------------------------------------------------------------------- |
| Юрий Клавдиев «Развалины»                                                               | Режиссёр: Дмитрий Егоров Художник: Фемистокл Атмадзас, Художник по костюмам: Ольга Атмадзас, Художник по свету: Александр Рязанцев. В ролях: Ульяна Фомичёва, Алексей Митин, Алёна Митюшкина, Филипп Дьячков, Семён Серзин, Вера Параничева, Карина Медведева, Анна Донченко, Антонис Шаманиди | Действие пьесы разворачивается в разрушенном блокадном Ленинграде. Между Развалиной и Нивериным пропасть: он — ленинградский интеллигент, а она — неграмотная беженка из деревни. Но у каждого из них своя правда. Каждый выживает, как может. По существу, основная тема спектакля — действительность бытия в российском государстве. |      | Совместный проект с Режиссёрской Лаборатории «ON.Театр» улица Жуковского, 17 Премьера спектакля состоялась 30.05.2012 | Режиссёрская Лаборатория "ON.Театр" улица Жуковского, 17                                     |
| Дорота Масловская «Двое бедных румын, говорящих по-польски»                             | Режиссёр: Евгения Сафонова, Художник: Константин Соловьев, Свет: Константин Малышев, Sound designer: Данил Вачегин В ролях: Кирилл Варакса, Надежда Толубеева, Иван Бровин, Алессандра Джунтини, Анна Донченко, Алексей Забегин                                                                | Под внешней маской девиза «техно/наркотики/автостоп» раскрывается многоплановая и многожанровая история о дороге, своего рода road movie. В случайную машину садятся двое: мужчина и беременная женщина. Грязные, неприглядные агрессивные и, очевидно, наркоманы, вдобавок ко всему, приход ещё не закончился. |      | Совместный проект с Режиссёрской Лаборатории "ON.Театр" улица Жуковского, 17 Премьера спектакля состоялась 29.04.2012 | Режиссёрская Лаборатория "ON.Театр" улица Жуковского, 17                                     |
| Ярослава Пулинович «Наташины Мечты»                                                     | Режиссёр: Дмитрий Егоров, Художник: Любовь Полуновская. В ролях: Вера Параничева, Алена Митюшкина, Анна Донченко, Надежда Толубеева, Алессандра Джунтини | «…это современные дети, которые никогда не взрослеют, и, даже перестав быть детьми физически, продолжают жить в системе координат пятилетних: мне плохо, мне больно, меня обидели, мне недодали. Наташи даже не осознают того, что сломали кому-то жизни, потому что они все ещё не открыли для себя, что другие люди существуют, и что эти другие такая же ценность, как они сами» |      | Спектакль участник многих российских и зарубежных фестивалей. Спектакль-лауреат премии «Прорыв 2012» за лучшую женскую роль: Алёна Митюшкина. Премьера спектакля состоялась: 06.09.2011 г. | Режиссёрская Лаборатория "ON.Театр" улица Жуковского, 17                                     |
| Ярослава Пулинович «Птица Феникс возвращается домой»                                    | Режиссёр: Екатерина Гороховская, Художник: Софья Матвеева, Художник по свету: Александр Рязанцев, Музыкальное оформление: Юлия Колченская, Хореограф: Николай Куглянт. В ролях: Все актёры театра + Максим Фомин (Санкт-Петербургский театр «Мастерская»\|«Мастерская» Г. М. Козлова).         | Спектакль возрождает уходящую традицию спектакля для семейного просмотра. Дети погружаются в завораживающий сказочный мир, а взрослые сопереживают лирической истории о любви, дружбе, преданности и привязанности. Лёгкий, яркий и музыкальный спектакль «Этюд-театра»" становится настоящей театральной феерией и увлекательным праздником. |      | Премьера спектакля состоялась 26-27 февраля 2012 г. в Санкт-Петербургском театре «Мастерская» | Санкт-Петербургский театр «Мастерская» Народная улица, 1                                     |
| Константин Федоров и Ольга Стрижак «АДИН» Первый петербургский документальный спектакль | Режиссёр: Алексей Забегин В спектакле заняты: Анна Донченко, Филипп Дьячков, Данил Вачегин, Герасим Архипов, Владимир Карпов, Рустам Насыров, Владимир Антипов, Мария Синяева, Мария Шустрова                                                                                                  | «Адин» - это театральный «снимок» жителей Санкт-Петербурга. Интервью и наблюдения за жизнью города актёры «Этюд-театра» собирали и на городских окраинах, и в центре северной столицы. Этот проект задуман как зеркало, в котором отразится современный облик Петербурга. В спектакле «Адин» этот облик отражён в размышлениях, монологах, судьбах, казалось бы, самых случайных и таких разных питерских прохожих. Это открытые, неплохие люди, но создаётся впечатление, что город населён люмпенами, может, не такое уж обманчивое. |      | Совместный проект с театром-фестивалем «Балтийский дом» Спектакль — обладатель специального приза номинационного совета Санкт-Петербургской театральной премии «Прорыв». Филипп Дьячков — номинант премии «Прорыв» (лучшая роль второго плана). Спектакль стал первым проектом «Петербургской документальной сцены». Спектакль — участник разнообразных российских театральных фестивалей. | Театр-фестиваль «Балтийский дом» и множество других площадок страны.                         |
| Андрей Платонов «Потудань» (по рассказам «Потудань», «Юшка»)                            | Режиссёр: Семен Серзин, Художник: Валентина Серебренникова В ролях: Иван Бровин, Анна Донченко, Владимир Карпов, Алессандра Джунтини. | «Потудань» - это спектакль о людях – таких, которых уже нет. Людях, проживших революцию, голод, страшную братоубийственную войну. При работе над «Потуданью» все силы актёров были нацелены на производство очень тонкой материи психологического театра, в котором должна быть уловлена сердцевина платоновского мира, где люди полны чувствами вселенского масштаба, но чувства эти не помещаются в бедную, трещащую по швам физическую материю тел и слов.                                                                          |      | Премьера спектакля состоялась 23.10.2011 г. в Интерьерном Театре Спектакль - участник разнообразных российских театральных фестивалей. | Санкт-петербургский интерьерный театр Невский пр. д. 104 и множество других площадок страны. |
| Данила Привалов «Прекрасное Далёко»                                                     | Режиссёр: Галина Бызгу, Художник: Василий Семенов, Художники по свету: Константин Малышев, Александр Рязанцев В ролях: Надежда Толубеева, Алессандра Джунтини/Анна Донченко, Кирилл Варакса, Иван Бровин, Филипп Дьячков, Семен Серзин                                                         | «Прекрасное Далёко» — история о том, как в Раю живут ангелы, которые никак не могут перестать быть людьми, несмотря на наличие крыльев за спиной. И жить в этом Раю не плохо, но и не хорошо. Из этого «прекрасного далека» та прошлая, земная жизнь кажется гораздо лучше, и потому стремятся ангелы из Рая «на свободу», как между собой называют они своё прошлое, где остались близкие им люди. |      | Спектакль - участник разнообразных российских театральных фестивалей. | Санкт-Петербургский театр «Мастерская»Народная улица, 1                                      |

### Готовятся к постановке
| Спектакль                                                       | Титры                                                                                          | Слова о спектакле | Фото | Дополнения | Пространство                                                 |
| --------------------------------------------------------------- | ---------------------------------------------------------------------------------------------- | ----------------- | ---- | --- | ------------------------------------------------------------ |
| Фаусто Паравидино «Натюр Морт в яме» (Natura morta in un fosso) | Режиссёр: Алессандра Джунтини Перевод: Алессандра Джунтини Работа над текстом: Данила Привалов |                   |      | Совместный проект с Режиссёрской Лаборатории "ON.Театр" улица Жуковского, 17 Премьера спектакля назначена на зиму 2012/2013 г-г. | Режиссёрская Лаборатория "ON.Театр" улица Жуковского, 17     |
| Лесков, Николай Семёнович «Леди Макбет Мценского уезда»         | Режиссёр: Дмитрий Егоров Художник: Фемистокл Атмадзас,                                         |                   |      | Совместный проект с театром Приют Комедианта улица Садовая, 27 Премьера спектакля назначена на 15-16 февраля 2013 г-г.           | Санкт-Петербургский театр Приют Комедианта улица Садовая, 27 |

## Режиссёры «Этюд-Театра»
| Режиссёр        | Фото | Спектакли                     |  | Режиссёр              | Фото | Спектакли                         |  | Режиссёр         | Фото | Спектакли                                         |
| --------------- | ---- | ----------------------------- |  | --------------------- | ---- | --------------------------------- |  | ---------------- | ---- | ------------------------------------------------- |
| Дмитрий Егоров  |      | «Наташины мечты», «Развалины» |  | Екатерина Гороховская |      | «Птица Феникс возвращается домой» |  | Евгения Сафонова |      | «Двое бедных румын, говорящих по-польски»         |
| Алексей Забегин |      | «АДИН»                        |  | Алессандра Джунтини   |      | «Натюр-морт в яме!»               |  | Семён Серзин     |      | Квартирник «Стыдно быть несчастливым», «Потудань» |

## Актёры «Этюд-Театра»

### Основной состав
| Актёр              | Фото | Спектакли |  | Актёр            | Фото | Спектакли |  | Актёр               | Фото | Спектакли |
| ------------------ | ---- | --- |  | ---------------- | ---- | --- |  | ------------------- | ---- | --- |
| Иван Бровин        |      | «Прекрасное Далёко», Квартирник «Стыдно быть несчастливым», «Птица Феникс возвращается домой», «Потудань», «Двое бедных румын, говорящих по-польски» |  | Анна Донченко    |      | «Прекрасное Далёко», Квартирник «Стыдно быть несчастливым», «Птица Феникс возвращается домой», «Двое бедных румын, говорящих по-польски», «Потудань», «Наташины мечты», «АДИН», «Развалины» |  | Кирилл Варакса      |      | «Прекрасное Далёко», Квартирник «Стыдно быть несчастливым», «Птица Феникс возвращается домой», «Двое бедных румын, говорящих по-польски»                   |
| Андрей Вергелис    |      | |  | Евгений Антонов  |      | «Птица Феникс возвращается домой» |  | Герасим Архипов     |      | «Прекрасное Далёко», «АДИН» |
| Константин Малышев |      | «Птица Феникс возвращается домой» |  | Антонис Шаманиди |      | «Птица Феникс возвращается домой», «Развалины» |  | Алексей Забегин     |      | «Двое бедных румын, говорящих по-польски» |
| Алёна Митюшкина    |      | «Птица Феникс возвращается домой», «Наташины мечты», «Развалины», «Наташины мечты»                                                                   |  | Вера Параничева  |      | «Птица Феникс возвращается домой», «Наташины мечты», «Развалины», Квартирник «Стыдно быть несчастливым»                                                                                     |  | Надежда Толубеева   |      | «Птица Феникс возвращается домой», «Двое бедных румын, говорящих по-польски», «Наташины мечты», «Прекрасное Далёко», Квартирник «Стыдно быть несчастливым» |
| Филипп Дьячков     |      | «Развалины», «АДИН», «Прекрасное Далёко», Квартирник «Стыдно быть несчастливым», «Птица Феникс возвращается домой»                                   |  | Семён Серзин     |      | «Птица Феникс возвращается домой», «Развалины», «Прекрасное Далёко» |  | Алессандра Джунтини |      | «Птица Феникс возвращается домой», «Прекрасное Далёко», «Наташины мечты», «Двое бедных румын, говорящих по-польски», Квартирник «Стыдно быть несчастливым» |

### Приглашённые актёры
| Актёр                                | Фото | Спектакли   |  | Актёр                                              | Фото | Спектакли                                                                                    |  | Актёр                                         | Фото | Спектакли                         |
| ------------------------------------ | ---- | ----------- |  | -------------------------------------------------- | ---- | -------------------------------------------------------------------------------------------- |  | --------------------------------------------- | ---- | --------------------------------- |
| Ульяна Фомичёва                      |      | «Развалины» |  | Владимир Карпов (Театр «Мастерская Г. М. Козлова») |      | Квартирник «Стыдно быть несчастливым», «Птица Феникс возвращается домой», «Потудань», «АДИН» |  | Макс Фомин (Театр «Мастерская Г. М. Козлова») |      | «Птица Феникс возвращается домой» |
| Владимир Антипов (Театр «Организмы») |      | «АДИН»      |  | Мария Шустрова (группа: «ТриПиНаДва»)              |      | «АДИН»                                                                                       |  | Рустам Насыров                                |      | «АДИН»                            |

| Актёр            | Фото | Спектакли                                                                 |  | Актёр         | Фото | Спектакли                                      |  | Актёр                             | Фото | Спектакли |
| ---------------- | ---- | ------------------------------------------------------------------------- |  | ------------- | ---- | ---------------------------------------------- |  | --------------------------------- | ---- | --------- |
| Карина Медведева |      | «Птица Феникс возвращается домой», «Медея», «Развалины», «Наташины мечты» |  | Алексей Митин |      | «Птица Феникс возвращается домой», «Развалины» |  | Мария Синяева (театр «Ленсовета») |      | «АДИН»    |

## Фестивали и награды
- «Дуэль» (театр «Балтийский дом», 2011 г., Санкт-Петербург) — «АДИН»
- Маска PLUS («Новая пьеса» — внеконкурсная программа фестиваля «Золотая маска») (март 2011 г., г. Москва) — «АДИН»
- XXI международный фестиваль «Балтийский дом» (октябрь 2011 г., Санкт — Петербург) — «АДИН»
- «Сахалинская рампа» (октябрь 2011 г., Сахалин) — «Наташины Мечты»[11]
- 2 — й международный фестиваль камерных театров и спектаклей малых форм «АRT — окраина» (ноябрь 2011 г., Санкт-Петербург) — «АДИН»[12]
- «Театральная бессонница „ПИТЕР“» (11-12.02.2012, Москва, Центр Мейерхольда) — «АДИН»[13]
- III Петербургская театральная премия для молодых «Прорыв». (Февраль, 2012, Санкт-Петербург) «Наташины Мечты» — Спектакль-лауреат премии за лучшую женскую роль (Алёна Митюшкина) «АДИН» — Специальный приз жюри премии[14].
- Фестиваль Плохого Театра (22-27.03.2012, Санкт-Петербург, Лаборатория ON.Театр) — «АДИН»[15]
- XIII Международный театральный фестиваль «Радуга» (май-июнь 2012 гг. Санкт-Петербург) — «АДИН»[16]
- II Международный Платоновский Фестиваль Искусств (8-17 июня 2012 гг. Воронеж) — «Потудань»[17][18]
- II Выборгский Театральный Фестиваль Vyborg Intelligent Performance (12-21 июля 2012 гг. Выборг) — «Потудань»[19]
- Фестиваль искусств «Сны в летнюю ночь» (23 июня 2012 гг. Санкт-Петербург) — «Двое бедных румын, говорящих по-польски»[20]

## Цитаты СМИ о театре
- «У ребят очень много энергии, и я считаю, что они достойны своего театра. У них есть три необходимые вещи: репертуар, убеждения и работоспособность.»[3]
- «„Этюд-театр“ — свободный, гордый, не понятно на что живущий коллектив с хорошей профессиональной репутацией, который одним своим существованием взрывает представления многих о возможностях организации театрального дела в нашей стране.»[21]
- «Это был заманчивый эксперимент: посмотреть спектакль два раза подряд в разных составах. И мне подумалось, что текст Славы Пулинович так хорош, а молодые ученицы В. М. Фильштинского так интересны, что даже если бы все девушки играли только один монолог друг за другом, все равно это было бы любопытно, и можно было бы слушать/смотреть, не отрываясь.»[22](«Наташины мечты»)
- «„Я хотел доказать, что для театра хватает артиста и зрителя“, — говорит режиссёр, который, конечно, скромничает. В подчеркнуто скупом антураже, присев на стульчики, актрисы читают часовые монологи, полностью сохраняя внимание зрителя, сочетая естественность с тонкой психологической проработкой деталей. Для театра (и даже хорошего театра) этого вполне достаточно, но без умелой режиссуры вряд ли было бы достижимо.»[23](«Наташины мечты»)
- «У Алексея Забегина получился совсем иного рода экспириэнс, — сохраняя основополагающие устои школы психологической игры, такой театр экспериментирует с литературной основой, фактически создавая себя сам. Live-version, on-line translation — всё это о современном и наболевшем, а в каждом из героев — частичка нас самих.»[24] («АДИН»)
- "Перед началом спектакля организаторы проекта говорили о том, что видят свою «Документальную сцену» менее политизированной, нежели московский «Театр.dос» и пытаются просто создать портрет современного Петербурга. Но вышла скорее серия портретов, мастерских актёрских наблюдений за простыми горожанами — наблюдений сочувственных, остроумных, далеко не комплиментарных. Своего рода современные физиологические очерки о тех, кого полтора века назад назвали бы «бедными людьми», «униженными и оскорбленными»[25]. («АДИН»)
- «Главная заслуга режиссёра — отличная проработка главных ролей: учительской дочки Любы и её молодого мужа Никиты, который так сильно и странно любил жену, что эта любовь мешала их физической близости. Никиту принято играть аскетом, ходячим скелетом, средоточием духа безо всякого житейского мяса. В спектакле Серзина иначе: артист Иван Бровин — крепкий парень, и он не корчит из себя блаженного. Зато в скупом актёрском рисунке читаются и ужас войны, через которую прошёл герой, и рыцарский фанатизм, и болезненное самоедство, и почти детские наивность и стеснительность, скрытые за угрюмой миной. Партнерша Анна Донченко — кавалеру под стать: актриса сочетает сценическую естественность с пленительной женственностью, её игра богата полутонами и нюансами.»[26] («Потудань»)
- «Это современный извод давно известного человеческого типа: от чеховских персонажей до „Утиной охоты“ Вампилова или „Полётов во сне и наяву“ — людей, надломленных несовершенством мироустройства, отчаянно пытающихся „сделать глупость, насмеяться над своей жизнью, испортить её“. А в спектакле — ещё одна преемственность. Неумехи и бездари горазды объявлять свои потуги „новыми формами“, где, мол, критерии профессионализма и таланта не работают. Здесь же, даром что в „экспериментальном“ подвале, умело поставили хорошо написанную пьесу»[27](«Двое бедных румын, говорящих по-польски»)
- «Стилистика спектакля Сафоновой музыкальным оформлением и безумной скоростью напоминает компьютерную игру. Двое псевдорумын мчат под выдуманными масками по польским хайвеям, как мчат по собственной жизни — стремясь забыться хотя бы на один вечер, чтобы не думать ни о прошлом, ни о будущем. Всё здесь и сейчас.»[28](«Двое бедных румын, говорящих по-польски»)
- «Спектакль выдержан в стиле психоделического „роуд-муви“. Невольно приходят ассоциации с фильмами Джармуша, Гиллиама, Линча. Полумрак, глубокое с низкими потолками театральное пространство лаборатории „On. театра“, минимум декораций, на стене в глубине зала изредка появляется проекция пустого шоссе, а автомобили, которые подвозят героев, обозначает чёрное офисное кресло. Постоянное присутствие отстраненного, по-европейски холодного режиссёрского взгляда так же ощутимо, как операторская работа в хорошем кино.»[29](«Двое бедных румын, говорящих по-польски»)
- «Здесь, правда, есть другой страшный нюанс — рамки здравого смысла уже так расширены, что допускают даже физическую смерть — как одно из самых восхитительных и прекрасных эстетических явлений… Спектакль смотрится через опыт двух главных героев — Пархи и Джины, через их расширенные зрачки — и этим всё объясняется. В этом я нахожу оправдание себе — зрителю, себе — критику, перестаю смущаться того, что не могу вспомнить какой же спектакль из сотен мной просмотренных казался мне более совершенным чем этот, какие актёрские работы принималась мной столь же безусловно…»[21](«Двое бедных румын, говорящих по-польски»)
- Не успели петербуржцы посмотреть и обсудить прошлую постановку «Этюд-Театра», как недавние выпускники мастерской Фильштинского уже успели создать новую. В этом театральном коллективе, однако, удивляет не только практически фантастическая работоспособность в условиях отсутствия собственного «дома», но и умение точно подгадать с актуальностью центральной темы каждой следующей постановки. В «Румынах» петербургский режиссёр Евгения Сафонова вместе с актёрами размышляла о том, куда и отчего стремится убежать наше поколение i, гордо поднимающее знамёна с эмблемой в виде яблока. В «Развалинах» Дмитрий Егоров, главный режиссёр театра, обращается к теме не менее злободневной — к вечному конфликту интеллигенции и народа[30].(«Двое бедных румын, говорящих по-польски», «Развалины»)
- «Актеры вместе с режиссёром Дмитрием Егоровым нашли особый способ существования, которого требует эта пьеса-диспут: все эмоции бурлят внутри, текст произносят почти речитативом, лишних движений не совершают… …Получилась очень важная, серьезная работа: „Этюд-театру“ удалось найти свежий, непафосный сценический язык для непростой в постановке пьесы Клавдиева, и отрефлексировать важнейшую страницу истории этого города с точки зрения внуков и правнуков тех, кто выжил.»[31](«Развалины»)